# Bizalmatlansági indítvány
A modern parlamentáris demokráciák működése a hatalommegosztás elvén alapul. A hatalommegosztás elve elsősorban nem az államhatalmi ágak merev elválasztását jelenti, hanem az alkotmányos szervek működésének, a hatalomgyakorlásnak kölcsönös ellenőrzését, kiegyensúlyozását. A végrehajtó hatalommal szemben gyakorolt parlamenti ellenőrzés eszköze az interpelláció, a kérdés, a politikai vitanap vagy az azonnali kérdések és válaszok órája, továbbá a kormányzattal szembeni bizalom megrendülése esetén alkalmazott bizalmi szavazás és a bizalmatlansági indítvány. A bizalmatlansági indítvány – az általában a kormány által saját maga ellen kezdeményezett bizalmi szavazással szemben – alapvetően a parlamenti ellenzék fegyvere. Általában a parlamenti képviselők egy meghatározott aránynál nem kisebb létszámú csoportja nyújtja be, az indítványról tartott sikeres szavazás nyomán a parlamenti többség megvonja a bizalmat a kormánytól, amelynek megbízatása így megszűnik.
Amennyiben az indítvány csak a kormányzattal szembeni bizalmatlanság kinyilvánítására irányul, de nem nevez meg új kormányfőjelöltet, egyszerű (vagy destruktív) bizalmatlansági indítványról beszélünk. A bizalmatlansági indítványnak ez az egyszerű formája létezett a Weimari köztársaságban, ahol a kancellár mellett a miniszterekkel szemben is be lehetett nyújtani, az utód megnevezése nélkül. A kormány tagjainak könnyű leváltása, a kancellárok sűrű cseréje azonban instabillá tette a Weimari Köztársaság politikai rendszerét, annál is inkább, mert az utódok megválasztására már sok esetben képtelennek bizonyult a sok párt képviselőiből álló törvényhozó szerv.
Okulva a Weimari Köztársaság negatív tapasztalataiból, a második világháborút követően, 1949-ben megalakult Német Szövetségi Köztársaság alkotmányának (bonni alkotmány, Grundgesetz) megfogalmazói szigorítottak az előírásokon. Az új, garanciához kötött szabályozás, az ún. konstruktív bizalmatlansági indítvány értelmében a kormányfővel (Németországban a kancellárral) szembeni bizalmatlansági indítvány csak az új kormányfőjelölt megnevezésével együtt nyújtható be, és az indítvány megszavazásával egyúttal az utódot is megválasztja a törvényhozás. (A Grundgesetz miniszterekkel szemben már nem teszi lehetővé a bizalmatlansági indítvány benyújtását.)
A konstruktív bizalmatlansági indítvány intézményét 1990-ben a magyar alkotmányos rendszer is átvette, de hasonló megoldást követ többek között Lengyelország, valamint Spanyolország is. A bizalmatlansági indítvány különböző formákban számos más ország jogrendjében is feltűnik, így ismert pl. Ausztriában (destruktív, nemcsak a kormánnyal, hanem a miniszterekkel szemben is benyújtható), Csehországban (destruktív), Görögországban (a kormány mellett a miniszterekkel szemben is benyújtható), Izlandon (csak a miniszterekkel szemben). A destruktív forma létezett a negyedik francia köztársaságban is, amely ezért hasonló betegségtől szenvedett, mint a Weimari Köztársaság. Ennek köszönhetően a Francia Ötödik Köztársaságban az egyébként is erős jogkörökkel bíró, a végrehajtó hatalom csúcsán elhelyezkedő államelnök már immunitást élvez a bizalmatlansági indítvánnyal szemben, az csak a kormányfővel szemben nyújtható be.
1. ↑  A Magyar Alkotmánybíróság 2/2002 (I.25.) határozata.

## A kormány parlament általi ellenőrzése
1. A kormány parlament előtti felelőssége akkor a legkisebb, ha a parlament csak konstruktív bizalmatlansági indítvány útján, új kormányfőjelölt megnevezésével vonhatja meg tőle a bizalmat. Másként fogalmazva: a kormány ilyen úton buktatható meg a legnehezebben.
2. A következő szint az egyszerű bizalmatlansági indítvány, amely lehetővé teszi a bizalom megvonását utód megnevezése nélkül is.
3. Kifejezett bizalmatlansági indítvány nélkül is fennállhat a lehetőség a kormány megbuktatására, például egyes fontosabb előterjesztések (költségvetési törvény) parlamenti elutasítása esetén.
4. A kormány pozíciója extrém módon instabillá válhat, ha már akkor is megbuktatható, ha egy egyszerű javaslatot nem sikerül elfogadtatnia.

## Magyarországon
Magyarország alaptörvénye értelmében a magyar miniszterelnökkel szemben konstruktív bizalmatlansági indítvány nyújtható be. Mivel a Kormány sorsa összefonódik a miniszterelnökével, így ez egyúttal a teljes Kormánnyal szemben benyújtott bizalmatlansági indítványnak minősül. Az indítványt legalább a képviselők egyötöde terjesztheti az Országgyűlés elé, amely az indítvány feletti vitát és szavazást legkorábban a beterjesztéstől számított 3 nap múlva, de 8 napon belül (türelmi idő) tartja meg. Ha a képviselők többsége megszavazza az indítványt, egyúttal az abban szereplő miniszterelnök-jelöltet is megválasztottnak kell tekinteni.
Magyarországon az intézmény 1990-es Alkotmányba foglalása óta eddig mindössze kétszer merült fel a konstruktív bizalmatlansági indítvány. Elsőként 2004 augusztusában, amikor a Medgyessy Péter miniszterelnököt az őt korábban támogató kormánypártok előbb sarokba szorították, majd egy konstruktív bizalmatlansági indítvánnyal kívánták lecserélni Gyurcsány Ferencre. Az eljárást méltatlannak érző Medgyessy azonban elébe ment a bizalmatlansági indítvány benyújtásának. Bár pártjának vezetői megpróbálták lebeszélni róla, Medgyessy saját maga adta át miniszterelnöki lemondását Mádl Ferenc köztársasági elnöknek, ezzel a miniszterelnök jelölésének lehetősége a kormánypárti frakciók helyett a köztársasági elnökre szállt, a bizalmatlansági indítvány benyújtása pedig elmaradt.
Mindössze egyszer szavazott ténylegesen az Országgyűlés konstruktív bizalmatlansági indítványról. Gyurcsány Ferenc leköszönő miniszterelnök javaslatára, hosszadalmas, több mint egy héten át elhúzódó, közel húsz lehetséges utódot fel- és elvető kormányfőjelölt-keresgélés után 2009. április 7-én 92 MSZP-s képviselő aláírásával a szocialista párt kezdeményezte Gyurcsány Ferenc miniszterelnökkel szemben a bizalmatlanság kimondását, egyúttal Bajnai György Gordon miniszterelnökké választását. Az eljárást számos kritika érte, mert sokak szerint nem állt összhangban az Alkotmány szellemével. A kétkedők érvelése szerint ugyanis az alkotmány elsősorban a parlamenti ellenzéknek kívánt eszközt adni a kormányváltáshoz, az intézmény célja tehát nem az, hogy a kormányzó elit – a köztársasági elnök által történő jelölés vagy az országgyűlési választások megkerülésével – maga cserélgesse a kormányfő személyét. A kritikus hangok és civil megmozdulások ellenére 2009. április 14-én az Országgyűlés 204 szavazattal (az MSZP, az SZDSZ többsége, továbbá két független képviselő voksaival) megszavazta az indítványt, így a harmadik magyar köztársaság hetedik kormányfőjeként Bajnai Gordon letette a miniszterelnöki esküt.

## Ausztria
A bizalmatlansági indítvány intézményével az osztrák alkotmány 74. szakasza foglalkozik. Ausztriában a bizalmatlansági indítványt a Nemzeti Tanács tagjainak ötöde kezdeményezheti. Akár (a kancellár személyén keresztül) az egész kormány, akár annak egyes tagjai ellen is kezdeményezhető bizalmatlanság. A szavazást akkor lehet megtartani, ha a képviselők legalább fele jelen van. (Tehát egy erős kormánypárti frakció csupán távolmaradásával is késleltetni tudja a szavazást.) Ha a szavazást a elégtelen létszám miatt nem lehet megtartani, akkor két munkanap múlva a szavazást meg kell ismételni. A bizalmatlansági indítvány akkor sikeres, ha a jelen lévő képviselők fele a támogatja. Amennyiben az indítvány sikeres, akkor a szövetségi elnök köteles felmenteni az érintett minisztert vagy kancellárt a hivatalából.

## Németország
A német alkotmány 67. szakasza rögzíti a kormányfő elleni bizalmatlansági indítvány szabályait. A szakasz szerint a Bundestag elbocsájthatja a kormányfőt azáltal, hogy a képviselők többsége egy megjelölt utódot választ és ezt a szövetségi köztársaság elnökével is tudatja. A kormányfő köteles az utódot kancellárnak kinevezni, a szavazást elvesztő addigi kancellárt pedig elbocsájtani. A bizalmatlansági indítvány benyújtása és a szavazás között 48 órának kell eltelnie. A Német Szövetségi Köztársaság története során eddig kétszer került sor bizalmatlansági indítvány szavazására.

### 1972. április 27.
Az 1969-es választások után az SPD jelöltje, Willy Brandt alakíthatott kormányt Nyugat-Németországban. A kormány mögött azonban csak gyenge parlamenti többség állt. A parlamenti többséghez 249 képviselői szavazat volt szükség, amelyet a Brandt-kormány létrejötte idején az SPD 224 és a FDP 30 képviselője biztosított a CDU/CSU 242 fős frakciójával szemben. A szűk, 12 szavazatnyi többséggel a háta mögött Brandt veszélyes politikai manőverekbe kezdett. Megkísérelte normalizálni Nyugat-Németország politikai kapcsolatait a Szovjetunióval, Csehszlovákiával, Lengyelországgal és Kelet-Németországgal is. Valóságos politikai földrengést váltott ki Nyugat-Németországban, amikor Brandt 1970-ben az Odera-Neisse határt ismerte el Németország és Lengyelország határának, feladván ezzel azokat a területeket, amelyek a második világháború után lengyel és szovjet igazgatás alá kerültek. A felháborodás főleg a politikai jobboldalon volt elemi erejű, ennek hatására lemorzsolódási folyamat indult meg a kormánypárti frakciókban. 1970-ben három képviselő ült át az FDP frakcióból a CDU/CSU képviselői közé, ezzel a Brandt-kormány mögött álló parlamenti többség hat szavazatra csökkent. Négy szavazatra csökkent a kormánytöbbség 1972 elején, amikor Herbert Haupka SPD-képviselő ült át az ellenzéki frakciószövetségbe. A politikai válság 1972. április 23-án mélyült el, amikor Brandt keleti politikája miatt az FDP frakcióból kilépett Wilhelm Helms is. Helms kilépésének hatására két további FDP-képviselő kijelentette, hogy egy konstruktív bizalmatlansági indítvány esetén készek lennének a Brandt ellen induló jelöltre szavazni. A két lázadó FDP-s és a kormánypártoktól lemorzsolódott képviselők szavazatával a CDU/CSU már biztosítani tudta volna a kormány leváltásához szükséges 249 szavazatszámot.
A Brandt-kormány megbuktatásának lehetőségét megragadni szándékozó CDU/CSU frakciószövetség 1972. április 24-én konstruktív bizalmatlansági indítványt nyújtott be Willy Brandt ellen. A jobboldali pártok Rainer Barzelt, a korábbi össznémet ügyek miniszterét, a CDU frakcióvezetőjét állították jelöltként Brandt ellen. A bizalmi szavazást április 27-re írták ki. A szavazás előtt az SPD és az FDP is megtiltotta képviselőinek, hogy részt vegyenek a szavazáson, ezzel a képviselők átszavazását akarták megakadályozni.
A szavazatok összeszámlálásakor a CDU jelöltjére 247 igen szavazat érkezett, amely a szükségesnél kettővel kevesebb volt, így a Bundestag nem távolította el a Brandt-kormányt.
A bizonytalan helyzet azonban így is fennmaradt, a bizalmi szavazást kis híján túlélő Brandt-kormány mögül eltűnt a parlamenti többség. 1972 szeptemberében Willy Brandt bizalmi szavazást kért maga ellen, amelyet elveszített. A vesztes bizalmi szavazás miatt a szövetségi köztársaság elnöke 1972 novemberére általános választást írt ki, amely az SPD és Brandt kormányának jelentős megerősödését hozta.

### 1982. október 1.
Helmut Schmidt kancellár SPD-FDP koalíciója 1980-ban megnyerte a németországi választásokat. A választási győzelem idején azonban már éles véleménykülönbségek mutatkoztak a két párt között. A pártok elképzelései eltértek a NATO tervezett rakétatelepítésének ügyében is, ám az igazán éles összecsapás a koalíciós partnerek eltérő gazdaságpolitikai tervei miatt robbant ki. Otto Graf Lambsdorff, az FDP gazdasági minisztere 1982-ben nagyszabású gazdasági programtervet nyújtott be a kormánynak, amelyben megszorításokra és az állami kiadások letörésére tett javaslatot. Schmidt rendkívül kritikus volt miniszterének javaslatával szemben, azt válóperes iratnak nevezte. A vita szociálliberális koalíció felbomlásához vezetett, 1982. szeptember 17-én az FDP miniszterei távoztak hivatalukból. Schmidt kancellár azt tervezte, hogy kisebbségi kormány élén vezeti tovább az országot. Az FDP vezetésének azonban nem állt szándékában valóban ellenzékbe vonulni, már a koalíciós szakítás idején megkezdték az egyeztetéseket a konzervatív CDU-val egy új kormánykoalíció megalapításáról. A tárgyalások eredményeként az FDP koalíciót kötött a CDU-val és bizalmatlansági indítványt nyújtottak be Helmut Schmidt kancellár ellen.
A Bundestag 1982. október 1-én tárgyalta a CDU és FDP által a Schmitdt-kormány ellen benyújtott bizalmatlansági indítványt. Az új koalíció által megjelölt kancellárjelölt Helmut Kohl volt. Az indítvány vitája kifejezetten ingerült hangnemben zajlott, Schmidt a CDU-FDP indítványt legálisnak, de morális alap nélkülinek, az FDP-t pedig szerződésszegőnek nevezte. Az FDP politikusai ezt felháborodottan utasították vissza mondván, hogy a koalíciót maga Schmidt mondta fel. A bizalmatlansági indítványt a Bundestag 256 igen szavazattal, 235 szavazat ellenében elfogadta, kancellárrá választván ezzel Helmut Kohlt.
Kohl győzelme példátlan a német demokrácia történetében, hiszen a kormányalakítás lehetőségét a politikai ciklus közepén, választási győzelem nélkül sikerült megszereznie. Jelentős politikai győzelem volt ez az 1969 óta kormányzó FDP számára is, a mérleg nyelveként lényegében lecserélték a sokkal nagyobb társadalmi támogatottságot élvező koalíciós partnerüket és a konzervatívokat választván újabb hosszú periódusokra lehetővé tették kormányzati részvételüket. Az 1982-es politikai válság két hetét nem számítva az FDP egyedülállóan hosszú ideig, 29 évig volt kormánypárt.

## Olaszország
Az olasz alkotmány 94. szakasza foglalkozik a bizalmatlansági indítvánnyal. Az Olasz Köztársaságban a miniszterelnököt (hivatalosan a miniszterek tanácsának elnökét) és minisztereit a köztársasági elnök nevezi ki. A kormány a parlament hozzájárulása nélkül is megalakulhat, ám megalakulása után 10 napon belül a miniszterelnöknek mindkét ház bizalmi szavazását kell kérnie kormányát illetően. A már regnáló kormánnyal szembeni bizalmatlansági indítványt a képviselők tizede terjesztheti be, vitájára legkorábban a benyújtásától számított három napot kell várni. Sajátos vonása az olasz jogrendszernek, hogy a kormányfőnek nem kell lemondania a szavazás elvesztése esetén.

## Spanyolország
A Spanyol Királyságban a bizalmatlansági indítványt az alkotmány 113-dik és 114-dik szakasza szabályozza. Spanyolországban a parlament formálisan nem vesz részt a miniszterelnök megválasztásában, azt a király nevezi ki a parlamenti meghallgatás alapján. Ellenben a parlament alsóháza képes megbuktatni a miniszterelnököt. Az Alkotmány 113-dik szakasza kimondja, hogy a Kongresszus képviselőinek legalább egy tizedének aláírásával bizalmatlansági indítvány terjeszthető be a regnáló kormány ellen. Az indítványban meg kell nevezni az új miniszterelnököt is. Az indítvány akkor sikeres, ha a képviselők abszolút többsége megszavazza. Az Alkotmány 114-dik szakasza kimondja, hogy a bizalmatlansági indítványt elveszítő miniszterelnök a szavazás után bejelenti kormánya visszalépését a királynak. A visszalépés bejelentésének percétől a szavazáson megválasztott személyt illeti a pozícióval járó összes felelősségi és jogkör, akit a király formálisan is kinevez miniszterelnöknek.
Spanyolországban négyszer (1980, 1987, 2017 és 2018) került sor bizalmatlansági indítvány szavazására. Ezek közül csak a negyedik volt sikeres, az első három esetben a kormány folytathatta munkáját.

## Szlovákia
A Szlovák Köztársaság alkotmányának 113-116 szakasza tárgyalja a parlament (Nemzeti Tanács) és a kormány között fennálló bizalmi viszony részleteit. A szlovák miniszterelnököt a köztársasági elnök nevezi ki, így formálisan egy miniszterelnöknek nem kell a parlament bizalmát bírnia a hivatalba lépéshez. Azonban az alkotmány rögzíti a Nemzeti Tanácsban a kormány irányában meglévő bizalom szükségességét is: a köztársasági elnök által kinevezett kormánynak 30 napja van arra, hogy programját a parlamentben bemutassa és annak végrehajtásához a Nemzeti Tanács bizalmi szavazását kérje. A Nemzeti Tanács képviselői bármikor bizalmatlansági indítványt adhatnak be a kormány ellen. Az indítvány destruktív, célja egy miniszter, illetve a miniszterelnök leváltása is lehet. A kormányfő egy-egy parlamenti döntést megelőzően bejelentheti, hogy a szavazást egyben a személyéről szóló bizalmi szavazásnak tekinti. A miniszter elleni bizalmatlanság kimondása nem jelenti az egész kormány eltávolítását, ellenben az alkotmány 116(6) szakasza értelmében a miniszterelnök irányában kifejezett bizalmatlanság az egész kormány bukását jelenti.
A miniszterelnök elleni bizalmatlansági indítvány sikere, vagy a miniszterelnök által kezdeményezett bizalmi szavazás kudarca esetén a köztársasági elnöknek vissza kell hívnia a miniszterelnököt és meg kell kezdenie a parlamenti pártokkal a tárgyalásokat egy új kormány felállításáról. Miniszter elleni bizalmatlanság esetén erre nincs szükség, az elnök ilyenkor új minisztert nevez ki.

## Szlovénia
A szlovén alkotmány (Ustava) 116. szakasza rendelkezik a bizalmatlansági indítványról. A szlovén eljárás konstruktív típusú. A bizalmatlanság kimondását már 10 képviselő is kezdeményezheti (a parlament 90 fős), a miniszterelnök elbocsájtásához a képviselők szavazatának egyszerű többsége szükséges. A bizalmatlansági indítvány benyújtása és a bizalmatlansági szavazás között legalább 48 órának kell eltelnie, de a képviselők kétharmadának szavazatával a parlament úgy is dönthet, hogy a szavazásra hamarabb (akár azonnal) kerüljön sor. Szintén nem kell kivárni a 48 órát, ha a bizalmatlansági indítványt rendkívüli állapot vagy hadiállapot idején adják be.

### 2013. február 27.
Szlovénia történetének egyetlen bizalmatlansági eljárása a szlovén gazdasági és politikai elit morális válságának csúcsán zajlott.

Janez Janša konzervatív pártja (SDS) a második helyen végzett a 2011-es választásokon, a parlamentbe összesen hét párt jutott be. Janša fő politikai vetélytársa, a Pozitív Szlovénia pártot választási győzelemre vezető Zoran Janković képtelen volt maga mögé állítani a képviselők többségét, kormányalakítási tárgyalásai kudarcot vallottak. A köztársasági elnök nem volt hajlandó Jansát miniszterelnöknek jelölni, mert Janša ekkor már gyanúsított volt egy korábbi harckocsivásárlás körüli korrupciós ügyben. Janša azonban nem csekély szervezőkészségről tanúbizonyságot téve meggyőzte a parlamentbe bejutott négy kisebb párt (DLGV, DESUS, SLS, NSi) képviselőit, hogy támogassák jelöltségét, így 2012 februárjában a parlament megválasztotta őt miniszterelnöknek. Az új kormányzat azonban nagyon kedvezőtlen gazdasági környezetben között működött, a 2008-as pénzügyi válság mély nyomot hagyott a szlovén gazdaságon. 2012 decemberében az országot korábban nem látott erőszakos tiltakozáshullám rázta meg. 2013. január 7-én került a parlament elé a korrupció ellen küzdő állami szerv jelentése a szlovén politikai vezetők ügyében folytatott vizsgálatokról, amely az egész szlovén politikai elitről (különösen Janšáról és Jankovićról) sötét képet festett. A jelentés politikai földrengéshez vezetett Szlovéniában. Az utcai tiltakozások és a korrupció árnyéka miatt a Janša mögött álló parlamenti többség megingott. Elsőként a DLVG kispárt képviselői szólították fel az SDS-t, hogy jelöljenek új kormányfőt. Janša felszólításukat figyelmen kívül hagyta, ezért január 24-én a DLVG kivált a kormánykoalícióból. A következő hetekben – egymást a sajtó előtt sértegetve – a kormánykoalíció további kisebb pártjai is elkezdtek az új kormány létrehozása felé kacsingatni, igaz minisztereiket nem hívták vissza. A korrupciós jelentés az ellenzéki oldalt is megrázta. Január 13-án lemondott a Pozitív Szlovénia párt vezetéséről Zoran Janković, aki helyett a korrupciós ügyekben nem érintett Alenka Bratušeket választották pártelnöknek. Bratušek hozzálátott, hogy a kormánykoalíció széthullását kihasználva megszerezze pártjának a hatalmat. A Janša-kormányból kihátráló két kispártot, illetve az addig ellenzéki szociáldemokratákat meggyőzve új kormánykoalíciót hoztak létre. 2013. február 25-én az ellenzéki pártok koalíciója (Pozitív Szlovénia, DESUS, DLVG és a szociáldemokraták) bizalmatlansági indítványt nyújtott be a Janez Janša miniszterelnök ellen, akinek utódjaként Alenka Bratušeket jelölték meg. A szavazásra február 27-én került sor. Ezen Janez Janša 33, ellenfele 55 szavazatot kapott, ezzel Alenka Bratušek lett Szlovénia kilencedik kormányfője.
A bizonytalan politikai helyzetre Bratušek kormánya nem jelentett orvosságot. Bő egy év regnálás után Bratušek kormánya (a Janković visszatérési kísérletei miatt bekövetkezett pártszakadás nyomán) is elveszítette parlamenti többségét. 2014 júliusában előrehozott választások következtek, amely az újból Janković vezette Pozitív Szlovénia párt politikai megsemmisülését eredményezték. A megbukott Jansát 2014-ben korrupció miatt két év letöltendő börtönre ítélte a szlovén bíróság.

## Franciaország
Franciaországban a miniszterelnök ellen nyújtható be bizalmatlansági indítvány. Az eljárást az ötödik francia köztársaság alkotmányának 50. cikkelye szabályozza. Eszerint ha a Nemzetgyűlés elutasítja a kormány programját, vagy elutasítja a kormány egy politikai nyilatkozatát, akkor a miniszterelnök köteles az elnöknél bejelenteni kormánya lemondását. Az indítvány destruktív, tehát a benyújtóknak nem kell újabb miniszterelnök-jelöltet megnevezniük. Franciaországban eddig három alkalommal zajlott bizalmatlansági indítvány vitája a Nemzetgyűlésben. A Pierre Bérégovoy kormányfő ellen 1992. május 27-én megtartott, illetve a Manuel Valls kormánya ellen 2016. május 12-én megtartott szavazások sikertelenek voltak, a kormányfő hivatalban maradt.

### 1962. október 5.
A francia demokrácia talán legnagyobb hatalmi vetélkedése vezetett az eddigi egyetlen sikeres bizalmatlansági indítványához. 1962-ben Charles de Gaulle elnök elkötelezte magát az addig Franciaországhoz tartozó Algéria függetlensége mellett. 1962 áprilisában de Gaulle függetlenségi népszavazást írt ki Algériában, amelyet az algériaiak 90%-a támogatott. Az eset elkeserítette az egzisztenciájukat elvesztő algériai franciákat, a Titkos Hadsereg Szervezete (OAS) nevű mozgalmuk ezért 1962 augusztusában megkísérelte meggyilkolni de Gaulle elnököt. Charles de Gaulle, hogy hatalmát megszilárdítsa, a közjogi rendszer teljes felforgatása mellett döntött. Népszavazást írt ki 1962. október 28-ára, amelynek témája a francia köztársasági elnök közvetlen megválasztása volt. (Addig az elnököt egy elektori kollégium választotta.) De Gaulle elnöki hatalomkoncentrációt jelentő tervei (illetve euroszkeptikus kijelentései) az elnöki mellett álló parlamenti többség széthullásához vezettek, az addig a kormány mögött álló jobbközép pártok (MRP és CNIP) távoztak a koalícióból. Az ellenzékbe vonuló jobbközép pártok Georges Pompidou kormányfő megbuktatásával próbálták megtorpedózni de Gaulle terveit. Az 1962. október 5-én lezajlott vitán és szavazáson a képviselők többsége bizalmatlanságot nyilvánított Georges Pompidou kormányával szemben. Kormányfőjének megbuktatására de Gaulle azzal válaszolt, hogy feloszlatta a Nemzetgyűlést és új választásokat írt ki. Az október 28-án megtartott népszavazáson az elnök álláspontja győzedelmeskedett. A november 18-án megtartott választáson De Gaulle pártja jelentősen megerősödött, a kormánykoalíciót elhagyó MRP és CNIP középpártok pedig kispártokká gyengültek. Az államfő az év végén újra Georges Pompidout nevezte ki miniszterelnöknek, az 1962-es politikai válságsorozat Charles de Gaulle teljes győzelmével ért véget.